# Chojrak – tchórzliwy pies
Chojrak – tchórzliwy pies (ang. Courage the Cowardly Dog) – amerykański serial animowany.

## Fabuła
Bohaterem serialu jest strachliwy różowy pies o imieniu Chojrak, który jednak zawsze znajdzie w sobie na tyle odwagi, aby uratować swoją ukochaną panią Muriel Motykę. Na farmie mieszka także mąż Muriel Eustachy Motyka, który nienawidzi Chojraka i niemal bez przerwy obrzuca go wyzwiskami (najczęściej „Głupi pies!”).
Akcja serialu toczy się na przedmieściach fikcyjnego miasteczka Nigdzie (ang. Nowhere), w stanie Kansas, w USA. W niektórych odcinkach miasteczko jest nazywane Pustkowie. W rodzinnym mieście bohatera grasują duchy. Tylko pies może uratować wszystkich.
Od 4 czerwca 2018 roku serial był emitowany na polskim Cartoon Network w specjalnym godzinnym bloku „klasyki Cartoon Network”.

## Spis odcinków
| Nr                 | Polski tytuł                             | Angielski tytuł                                     |
| ------------------ | ---------------------------------------- | --------------------------------------------------- |
|                    |                                          |                                                     |
| ODCINEK PILOTAŻOWY |                                          |                                                     |
|                    |                                          |                                                     |
| P1                 | Kurczak z kosmosu                        | The Chicken from Outer Space                        |
|                    |                                          |                                                     |
| SERIA PIERWSZA     |                                          |                                                     |
|                    |                                          |                                                     |
| 01                 | Noc w motelu Katza                       | Night in Katz Motel                                 |
| 01                 | Babcia w potrawce                        | Cajun Granny Stew                                   |
|                    |                                          |                                                     |
| 02                 | Cień                                     | The Shadow Of Courage                               |
| 02                 | Doktor Le Quack specjalista od amnezji   | Dr. Le Quack Amnesia Specialist                     |
|                    |                                          |                                                     |
| 03                 | Chojrak na tropie Yeti                   | Courage Meets Bigfoot                               |
| 03                 | Gorąca głowa                             | Hothead                                             |
|                    |                                          |                                                     |
| 04                 | Potwór w materacu                        | The Demon In The Matress                            |
| 04                 | Fryzjer Fred                             | Freaky Fred                                         |
|                    |                                          |                                                     |
| 05                 | Noc kretołaka                            | Night Of The Weremole                               |
| 05                 | Dzień Matki                              | Mother’s Day                                        |
|                    |                                          |                                                     |
| 06                 | Kosmiczni bracia                         | The Duck Brothers                                   |
| 06                 | Połącz mnie, Shirley                     | Shirley The Medium                                  |
|                    |                                          |                                                     |
| 07                 | Klątwa Ramzesa                           | King Ramses’ Curse                                  |
| 07                 | Wielka Stopa                             | The Clutching Foot                                  |
|                    |                                          |                                                     |
| 08                 | Dzwonnik z Nikąd                         | The Hunchback Of Nowhere                            |
| 08                 | Boski Gąsior                             | The Gods Must Be Goosey                             |
|                    |                                          |                                                     |
| 09                 | Królowa Czarnej Kałuży                   | The Queen Of The Puddle Black                       |
| 09                 | Każdy chce być reżyserem                 | Everyone Wants To Direct                            |
|                    |                                          |                                                     |
| 10                 | Przybycie Bałwana                        | The Snowman Cometh                                  |
| 10                 | Drogi, cudowny, kochany, słodki Kaczorek | The Precious, Wonderful, Adorable, Lovable Duckling |
|                    |                                          |                                                     |
| 11                 | Wołowa głowa                             | Heads Of Beef                                       |
| 11                 | Klub Katza                               | Klub Katz                                           |
|                    |                                          |                                                     |
| 12                 | Zemsta Kurczaków z kosmosu               | The Revenge Of The Chicken From Outer Space         |
| 12                 | W poszukiwaniu straconego źródła         | Journey To The Center Of Nowhere                    |
|                    |                                          |                                                     |
| 13                 | Mała Muriel                              | Little Muriel                                       |
| 13                 | Wielki Fusilli                           | The Great Fusilli                                   |
|                    |                                          |                                                     |
| SERIA DRUGA        |                                          |                                                     |
|                    |                                          |                                                     |
| 14                 | Magiczne drzewo z Nikąd                  | The Magic Tree Of Nowhere                           |
| 14                 | Robot Randy                              | Robot Randy                                         |
|                    |                                          |                                                     |
| 15                 | Klątwa                                   | Curse Of Shirley                                    |
| 15                 | Chojrak w wielkim, cuchnącym mieście     | Courage In The Big Stinkin’ City                    |
|                    |                                          |                                                     |
| 16                 | Rodzinny interes                         | Family Business                                     |
| 16                 | 1000 lat Chojraka                        | 1000 Years Of Courage                               |
|                    |                                          |                                                     |
| 17                 | Mumia                                    | Courage Meets The Mummy                             |
| 17                 | Niewidzialna Muriel                      | Invisible Muriel                                    |
|                    |                                          |                                                     |
| 18                 | Eksperymentator amator                   | The Human Habitrail                                 |
| 18                 | Wyprawa na Słońce                        | Mission To The Sun                                  |
|                    |                                          |                                                     |
| 19                 | Muchojrak                                | Courage The Fly                                     |
| 19                 | Słodki sklep Katza                       | Katz Kandy                                          |
|                    |                                          |                                                     |
| 20                 | Telewizja z Nikąd                        | Nowhere TV                                          |
| 20                 | Totalnie morowa Mega Muriel              | Mega Muriel The Magnificent                         |
|                    |                                          |                                                     |
| 21                 | Kłopoty z włosami                        | Bad Hair Day                                        |
| 21                 | -                                        | The Forbidden Hat Of Gold                           |
|                    |                                          |                                                     |
| 22                 | Potwór ze Strasznej Rzeki                | Serpent Of Evil River                               |
| 22                 | Transplantacja                           | The Transplant                                      |
|                    |                                          |                                                     |
| 23                 | Auto kaput, telefon, tak?                | Car Broke. Phone. Yes?                              |
| 23                 | Chojrak kowbojem                         | Cowboy Courage                                      |
|                    |                                          |                                                     |
| 24                 | Wypadki chodzą po prusakach              | The Evil Weevil                                     |
| 24                 | Duch pewnej wdowy                        | The McPhearson Phantom                              |
|                    |                                          |                                                     |
| 25                 | Święto Plonów                            | The House Of Discontent                             |
| 25                 | Atakujący wieloryb                       | The Sand Whale Strikes                              |
|                    |                                          |                                                     |
| 26                 | Wieża doktora Zalosta                    | The Tower Of Dr. Zalost                             |
|                    |                                          |                                                     |
| SERIA TRZECIA      |                                          |                                                     |
|                    |                                          |                                                     |
| 27                 | Sobowtór Muriel                          | Muriel Meets Her Match                              |
| 27                 | Chojrak kontra Mecha-Chojrak             | Courage Vs. Mecha-Courage                           |
|                    |                                          |                                                     |
| 28                 | Terroryści z natury                      | Campsite Of Terror                                  |
| 28                 | Płytowy interes                          | The Record Deal                                     |
|                    |                                          |                                                     |
| 29                 | Burza                                    | Stormy Weather                                      |
| 29                 | Sen Piaskowego Dziadka                   | The Sandman Sleeps                                  |
|                    |                                          |                                                     |
| 30                 | Twardziel Chojrak                        | Hard Drive Courage                                  |
| 30                 | Galopujące Walkirie                      | The Ride Of The Valkyries                           |
|                    |                                          |                                                     |
| 31                 | Podwodny świat według Chojraka           | Scuba Scuba Doo                                     |
| 31                 | Zgniłek Zaśmiecacz                       | Conway The Contaminationist                         |
|                    |                                          |                                                     |
| 32                 | Katz na dnie morza                       | Katz Under The Sea                                  |
| 32                 | Kurtyna okrucieństwa                     | Curtain Of Cruelty                                  |
|                    |                                          |                                                     |
| 33                 | Uczta króla żab                          | Feast Of The Bullfrogs                              |
| 33                 | Robak Tulipana                           | Tulip’s Worm                                        |
|                    |                                          |                                                     |
| 34                 | Spotkanie ze sztuką                      | So In Louvres Are We Two                            |
| 34                 | Aż strach się bać                        | Night Of The Scarecrow                              |
|                    |                                          |                                                     |
| 35                 | Mondo wspaniały                          | Mondo Magic                                         |
| 35                 | W rodzinnym gnieździe                    | Watch The Birdies                                   |
|                    |                                          |                                                     |
| 36                 | Rozwodniona opowieść                     | Fishy Business                                      |
| 36                 | Niegrzeczni, wredni ludzie               | Angry Nasty People                                  |
|                    |                                          |                                                     |
| 37                 | Namiot zagłady                           | Dome Of Doom                                        |
| 37                 | Zemsta Bałwana                           | The Snowman’s Revenge                               |
|                    |                                          |                                                     |
| 38                 | Klub Kocanek                             | Quilt Club                                          |
| 38                 | Parada oszustów                          | Swindlin’ Wind                                      |
|                    |                                          |                                                     |
| 39                 | Kremowy król                             | The King Of Flan                                    |
| 39                 | Chojrak pod wulkanem                     | Courage Under The Volcano                           |
|                    |                                          |                                                     |
| SERIA CZWARTA      |                                          |                                                     |
|                    |                                          |                                                     |
| 40                 | Ogon bobra                               | A Beaver’s Tail                                     |
| 40                 | Dziadek do orzechów                      | The Nutcracker                                      |
|                    |                                          |                                                     |
| 41                 | Rumpelkiltsierść                         | Rumpledkiltskin                                     |
| 41                 | Gadająca chałupa                         | Housecalls                                          |
|                    |                                          |                                                     |
| 42                 | Balon Le Quacka                          | Le Quack Balloon                                    |
| 42                 | Wandale z wiatraka                       | The Windmill Vandals                                |
|                    |                                          |                                                     |
| 43                 | Niecodzienne przeziębienie               | The Uncommon Cold                                   |
| 43                 | Polowanie na farmera                     | Farmer-Hunter, Farmer-Hunted                        |
|                    |                                          |                                                     |
| 44                 | Narzeczona potwora z bagien              | Bride Of The Swamp Monster                          |
| 44                 | Straszne bóle                            | Goat Pain                                           |
|                    |                                          |                                                     |
| 45                 | Papierowi farmerzy                       | Profiles In Courage                                 |
| 45                 | Wybuchowa Muriel                         | Muriel Blows Up                                     |
|                    |                                          |                                                     |
| 46                 | Maska                                    | The Mask                                            |
|                    |                                          |                                                     |
| 47                 | Przyczajony tygrys, ukryty pies          | Squatting Tiger, Hidden Dog                         |
| 47                 | Milcząca Muriel                          | Muted Muriel                                        |
|                    |                                          |                                                     |
| 48                 | Wodny farmer                             | Aqua-Farmer                                         |
| 48                 | Smaki smoka                              | Food Of The Dragon                                  |
|                    |                                          |                                                     |
| 49                 | Twórcy ostatnich gwiazd                  | The Last Starmakers                                 |
| 49                 | Co trzy głowy to nie jedna               | Son Of The Chicken From Outer Space                 |
|                    |                                          |                                                     |
| 50                 | Kosmiczna szczepionka                    | Courageous Cure                                     |
| 50                 | Zemsta                                   | A Ball Of Revenge                                   |
|                    |                                          |                                                     |
| 51                 | Chojrak w kabarecie                      | Cabaret Courage                                     |
| 51                 | Zemsta bibliotekarki                     | The Wrath Of The Librarian                          |
|                    |                                          |                                                     |
| 52                 | Szczenięce lata                          | Remembrance Of Courage Past                         |
| 52                 | Chodzący ideał                           | Perfect                                             |
|                    |                                          |                                                     |